# Charles Kettering
Charles Franklin Kettering (29 de agosto de 1876 - 25 de noviembre de 1958) fue un inventor, ingeniero, empresario, y poseedor de 140 patentes estadounidense.
Nacido en una comunidad de haciendas en el medio-oeste americano, Kettering estudió ingeniería en la Universidad Estatal de Ohio. En 1909, Kettering creó la Compañía de Laboratorios de Ingeniería Delco, con el cofundador Edward A. Deeds. El desarrolló el generador Delco, que fue una fuente crucial de electricidad para miles de hogares.
Algunas innovaciones son tan insignificantes que casi parecen banales, y sin embargo, pueden mejorar la vida de millones de personas, como puede ser el caso de uno de sus principales inventos; el motor de arranque eléctrico para vehículos. La ignición eléctrica de Kettering fue primeramente instalada en un Cadillac, en 17 de febrero de 1911. Hasta entonces, los automovilistas – o un asistente con fuertes brazos – tenían que girar el motor girando una manivela para poder arrancarlo. Esta fue tan solo una de sus ingeniosas invenciones.
Kettering patentó más de 140 innovaciones, incluyendo acabados de laca para carros, combustibles con plomo antidetonantes, la aplicación del diésel a locomotoras y la primera máquina registradora operada eléctricamente.
También se distinguió como Mecenas y filántropo: entre otras cosas, fue uno de los fundadores (1945) y colaboradores de la famosa Sloan-Kettering Institute de Nueva York para la investigación del cáncer.
Su nombre fue dado a una nueva ciudad de Ohio, y por sus actividades en el campo de la automoción ingresó, en 1967, en el Automotive Hall of Fame.